# Tanocryx pseudobamra
Tanocryx pseudobamra là một loài bướm đêm trong họ Noctuidae.